# Batalla de Ethandun
La batalla de Ethandun o de Edington fue un enfrentamiento militar librado entre el 6 y 12 de mayo de 878, entre las fuerzas sajonas de Alfredo el Grande y los vikingos daneses de Guthrum I de Estanglia. Después de todo un día de lucha, la victoria se decantó por el primero gracias al uso de una técnica defensiva similar a las legiones romanas, creando un muro de escudos.
Los vikingos huyeron hacia Danelaw, siendo finalmente vencidos en Chippenham, fortaleza bajo su poder, tras catorce días de asedio. Entre las consecuencias estuvieron el bautismo de Guthrum con Alfredo como padrino (y quien lo elevó de la pila bautismal) y la firma del tratado de Wedmore, posteriormente completada con la Paz de Alfredo y de Guthrum. La opinión generalizada sobre su localización es en Edington, Wiltshire, aunque hay dudas al respecto. Se han barajado otras zonas con el mismo nombre, como Edington, en Somerset.

## Antecedentes
De acuerdo con la Crónica de Peterborough, la historia de los ataques vikingos en Inglaterra comienza con el asalto a Lindisfarne (Northumbria) en el año 793. Tras este asalto inicial, hubo más ataques en Wessex. Sin embargo, estos no suponían una gran amenaza hasta una batalla en Carhampton, que tuvo lugar en el año 836. A lo largo del siglo IX, los daneses conquistaron más y más territorios en Inglaterra, poniendo a la mayoría de sus habitantes bajo presión. Los sajones occidentales de Wessex «tuvieron éxito contra los escandinavos, incluso cuando los invasores se unieron con los habitantes de Cornualles. Sin embargo, tras el año 851, los éxitos comenzaron a escasear». Cuando llegó el gran ejército pagano o, simplemente, Gran ejército, en el año 865, los ingleses llevaban catorce años de «grandes campañas» y habían sufrido muchas pérdidas.
El gran ejército pagano no era muy grande en tamaño; de hecho, usando los cánones actuales, probablemente no se le llamaría gran ejército. Gwyn Jones estimó que su número estaría comprendido entre los quinientos y mil hombres, basándose en la capacidad de los 350 barcos vikingos que disponían, bajo el liderazgo de los hermanos Ivar el Deshuesado, Ubbe Ragnarsson y Halfdan Ragnarsson. Otras fuentes establecen su número en 2000 a 3000, e incluso 4000. Por lo tanto, se desconoce qué es lo que hacía a este ejército diferente a tantos otros que habían llegado antes. Con su llegada, comenzó una nueva estrategia de los vikingos, «la de conquista y permanencia». En el año 870, los invasores ya habían conquistado los reinos de Deira y Anglia Oriental y, en el 871, atacaron Wessex. De las nueve batallas mencionadas en la Crónica anglosajona que tuvieron lugar este año, solo una resultó victoriosa para los locales. Sin embargo, este año Alfredo sucedió a su hermano Etelredo, muerto en la batalla de Marton.
El reino de Mercia había sido derrotado en el 874 y su ejército desapareció completamente. Halfdan volvió a Deira y luchó contra los celtas; su ejército se asentó allí y es mencionado después del 876, cuando «[los daneses] se dedicaban a la agricultura y a construir viviendas para ellos». Guthrum, junto con dos reyes desconocidos, «partió hacia Cambridge en Anglia Oriental». Realizó varios ataques a Wessex, empezando en el 875, logrando capturar a Alfredo en su fortaleza invernal de Chippenham.
En el 878, los daneses se había apoderado del este y el noreste de Inglaterra, y su derrota en la batalla de Ashdown alteró pero no detuvo su avance. Alfredo pasó el invierno que precedió a la batalla en el pantano de Athelney, Somerset, ya que las características del lugar le daban cierta protección. En la primavera del año 878, reunió sus fuerzas y marchó hacia Ethandun, donde se encontró con los daneses, liderados por Guthrum el Viejo.

## Batalla

### Campaña
Guthrum y sus hombres habían aplicado la típica estrategia danesa consistente en ocupar plazas fortificadas y esperar a un tratado de “paz”, exigiendo un pago monetario a cambio de la promesa de abandonar el reino inmediatamente. Alfredo seguía de cerca al ejército danés; trataba de evitar mayores daños de los que ya habían ocurrido. En el 875, el ejército de Guthrum «escapó del ejército sajón y se adentró en Wareham». Entonces ofrecieron entregar rehenes y dieron la promesa a Alfredo de abandonar el país; el rey aceptó y les pagó. Los daneses, incumpliendo su promesa, pronto se internaron sin ser descubiertos en Exeter, aún más adentro del reino de Alfredo, donde firmaron, en el otoño del 877, otro “acuerdo de paz” con Alfredo, cuyos términos exigían dejar el reino y no volver nunca más. Esto último lo cumplieron, pasando el resto del año 877 (según el calendario gregoriano) en Gloucester. Alfredo pasó las Navidades en Chippenham, a treinta millas de Gloucester. Los daneses atacaron Chippenham «en pleno invierno, tras el Día de Reyes», probablemente en la noche del 6 al 7 de enero del año 878. Lograron capturar Chippenham (no encontraron a Alfredo por poco) y forzando a éste a escapar.
Parece ser que en esta época, Alfredo persiguió por todo Wessex a los invasores, mientras que los daneses estaban en situación de hacer todo lo que querían. La Crónica anglosajona intenta dar la impresión de que Alfredo tenía la iniciativa; es «una crónica anodina que, de forma breve, traza los movimientos de los daneses y que, de forma poco honesta, trata de transmitir la impresión de que Alfredo lo tenía todo bajo control», aunque no lo consigue en absoluto. Incluso si Alfredo hubiese alcanzado a la fuerza danesa, es poco probable que estuviese en condiciones de hacerle daño. El hecho de que su ejército no pudiese defender la fortificada Chippenham, incluso en «una época… en que la técnica de asedio aún no estaba muy desarrollada», demuestra que existen grandes dudas de que hubiese podido hacer frente a los daneses en campo abierto, sin ayuda de fortificaciones. No había gran cosa, aparte del pago repetido a los invasores, que Alfredo hubiese podido hacer contra la amenaza danesa entre el año 875 y finales del 877.

### Combate
Todos estos hechos son aún más ciertos tras el ataque del Día de Reyes. Con su pequeña fuerza, apenas una fracción del ejército que poseía en Chippenham, Alfredo no podía tener la esperanza de recuperar esta plaza a los daneses, quienes en anteriores batallas (por ejemplo, en Reading, en el año 871) probaron su pericia en la defensa de posiciones fortificadas. Por lo tanto, decidió retirarse al sur, preparando a sus fuerzas para otra batalla y entonces derrotar a Guthrum. Lo primero que se puede leer sobre Alfredo tras el desastre de Chippenham es algo relacionado con la Pascua, cuando construyó una fortaleza en Athelney. En la séptima semana tras la Pascua, o entre el 4 y el 7 de mayo, Alfredo mando realizar un reclutamiento en Ecgbryhtesstan (Egbert’s Stone; la Piedra de Egberto). Muchos de los hombres de los condados de alrededor (Somerset, Wiltshire y Hampshire) que no habían huido se unieron a él. Al siguiente día, Alfredo desplazó a su contingente a Iley Oaks. Tras pasar un día en este lugar, se marcharon hacia Ethandun. Allí, en una fecha desconocida, que pudo ser entre el seis y el doce de mayo, pelearon contra los daneses. De acuerdo con Life of King Alfred, «La Vida del Rey Alfredo», escrita por Asser:

Peleando ferozmente, formando un denso muro con sus escudos contra la totalidad del ejército de los Paganos, y esforzándose larga y bravamente… al final él (Alfredo) consiguió la victoria. Derrotó a los Paganos, causándoles gran número de bajas y persiguiendo a los fugitivos hasta la fortaleza de Chippenham.

Tras la victoria, cuando los daneses ya estaban refugiados en Chippenham, los sajones se llevaron toda la comida que los invasores hubiesen podido recoger en una salida y esperaron. Tras dos semanas, los daneses, hambrientos, pidieron la paz, entregando a Alfredo «como acción preliminar para llegar a un acuerdo, los primeros rehenes y la promesa solemne de que dejarían inmediatamente su reino», como era normal en ellos, pero con la promesa adicional de que Guthrum sería bautizado. La diferencia sustancial entre este acuerdo y los tratados de paz de Wareham y Exeter es que Alfredo había derrotado completamente a los daneses en Ethandun, mucho más que en las otras ocasiones, cuando solo había conseguido detenerles. Por consiguiente, los daneses se vieron obligados a cumplir este acuerdo.
La principal razón de la derrota danesa fue probablemente la diferencia de tamaño entre los dos ejércitos: el conjunto de hombres de un condado (shire) podía llegar a ser una fuerza considerable, como se demostró ese mismo año, derrotando a un ejército al mando de Ubbe Ragnarsson en la batalla de Cynwit. Además, en el año 875 Guthrum había perdido el apoyo de los otros señores daneses, incluyendo a Ivar y Ubbe. Otra fuerzas danesas se habían asentado en la zona antes de que Guthrum atacase Wessex: en Anglia Oriental, y en Mercia entre el tratado de Exeter y el ataque a Chippenham; otros muchos se perdieron en una tormenta frente a la costa de Swanage, en Dorset, en el 876-877, donde naufragaron 120 barcos. Las discrepancias internas amenazaban con dividir a los daneses y necesitaban tiempo para reorganizarse. Afortunadamente para Wessex, no lo hicieron a tiempo.

## Consecuencias
Tras Ethandun, el territorio dominado por los daneses quedó restringido a Danelaw; Wessex, el último reino inglés libre, quedó fuera del control danés. Si Alfredo hubiese perdido en Ethandun, probablemente hubiese sido inevitable que Guthrum se hiciese con el control del reino. Otra consecuencia directa de la batalla, el bautismo de Guthrum y sus hombres en Aller, siendo Alfredo el padrino de Guthrum, dio al rey inglés cierto dominio moral sobre los guerreros de Danelaw.
La paternidad espiritual establecida en Aller supuso que el primero consiguiera cierta superioridad cultural y política. A su vez, los sajones pensaban que Guthrum, como hijo espiritual del rey, había aceptado la superioridad de éste, que le había obligado a adoptar su religión. Sin embargo, los daneses lucharon contra esta creencia. La derrota de Guthrum, apodado «el Desafortunado» tras la derrota, y tras otros mucho intentos de tomar el país, desmoralizó a los daneses, dejando libre a Wessex durante años.

## La batalla en la literatura
- La Balada del Caballo Blanco, de G. K. Chesterton (1911).
- The Pale Horseman, en español "Svein, el del Caballo Blanco", de Bernard Cornwell (2005).

### Primaria
- Asser. La Vida del Rey Alfredo. Traducción inglés antiguo-inglés actual por Alfred P. Smyth en The Medieval Life of King Alfred the Great: A Translation and Commentary on the Text Attributed to Asser. Basingstoke: Paulgrave Houndmills, 2002. ISBN 0-333-69917-3.
- Crónica anglosajona. Traducción inglés antiguo-inglés actual y edición por G. N. Garmonsway, Londres: Dent, 1972.

### Secundaria
- Blockmans, Wim & Peter Hoppenbrouwers (2008). Introduction to Medieval Europe 300–1500. Routledge. ISBN 9781317934257.
- Collins, Paul (2013). The Birth of the West: Rome, Germany, France, and the Creation of Europe in the Tenth Century. Hachette. ISBN 9781610390149.
- Jones, Gwyn (2001). A History of the Vikings. Edición revisada. Oxford: Oxford University Press. ISBN 9780192801340.
- Hill, Paul (2008). The Viking wars of Alfred the Great. Pen & Sword Military. ISBN 978-1-84415-758-7.
- Key, Michael John (2019). Edward the Elder: King of the Anglo-Saxons, Forgotten Son of Alfred. Amberley Publishing Limited. ISBN 9781445684789.
- Smyth, Alfred P. (1995). King Alfred the Great. Oxford: Oxford University Press. ISBN 0-19-822989-5.
- Yorke, Barbara (1997). Kings and Kingdoms of Anglo-Saxon England. Londres: Routledge. ISBN 0-415-16639-X.